# Shoal Lake
Shoal Lake är en sjö i Kanada.   Den ligger i provinsen Ontario, i den sydöstra delen av landet, 1 500 km väster om huvudstaden Ottawa. Shoal Lake ligger 320 meter över havet.
Trakten runt Shoal Lake är nära nog obefolkad, med mindre än två invånare per kvadratkilometer.